# 秦松
秦松（？—？年），字文表，東漢末期廣陵人，曾侍奉孫策、孫權，為孫吳重臣，早卒。

## 生平
孫策於建安元年(西元196年)擊敗嚴白虎後，自領會稽太守，從豫章中分出廬陵郡，並在這時延聘彭城人張昭、廣陵人張紘、秦松、陳端等作為謀主(一說為上賓)，後秦松隨孫策破劉勳、黃祖。孫策死後，秦松繼續輔佐孫權。建安七年(西元202年)，曹操曾寫信要求孫權遣子，孫權詢問張昭和秦松等群臣，卻沒有結果，後周瑜勸說下孫權拒絕曹操的要求。建安十三年(西元208年)，赤壁之戰爆發，張昭和秦松等人曾主和，後因周瑜等人之緣故，孫權決定和曹操開戰，並約在赤壁之戰時與張昭、魯肅恭迎劉備
，不久病逝。

## 資治通鑑
資治通鑑於其字誤作元表，事蹟與史實差異不大

## 評價
- 孫權：『子布、文表諸人，各顧妻子，挾持私慮，深失所望。』

## 延伸阅读
[在维基数据编辑]
 《北史·卷092》，出自李延壽《北史》